# 薩姆特鎮區 (明尼蘇達州麥克萊德縣)
薩姆特鎮區（英語：Sumter Township）是位於美國明尼蘇達州麥克萊德縣的一個行政鎮區，得名自萨姆特堡（Fort Sumter）。

## 地方資料
薩姆特鎮區的面積為92.55平方千米，當中陸地面積為90.65平方千米，而水域面積為1.90平方千米。根據2020年美國人口普查的數據，當地共有人口486人，而人口密度為每平方千米5.25人。